# Schaatsen op de Olympische Winterspelen 2010 - 1500 meter vrouwen
De 1500 meter vrouwen op de Olympische Winterspelen 2010 in Vancouver vond plaats op zondag 21 februari 2010 in de Richmond Olympic Oval in Richmond, Canada.

## Records
| Titelhouder      | Cindy Klassen   | CAN | 1.55,27 | Turijn         |
| Wereldrecord     | Cindy Klassen   | CAN | 1.51,79 | Salt Lake City |
| Olympisch record | Anni Friesinger | GER | 1.54,02 | Salt Lake City |

## Statistieken

### Uitslag
| #      | Naam                     | Land | Tijd    |
| ------ | ------------------------ | ---- | ------- |
| Goud   | Ireen Wüst               | NED  | 1.56,89 |
| Zilver | Kristina Groves          | CAN  | 1.57,14 |
| Brons  | Martina Sáblíková        | CZE  | 1.57,97 |
| 4      | Margot Boer              | NED  | 1.58,10 |
| 5      | Nao Kodaira              | JPN  | 1.58,20 |
| 6      | Christine Nesbitt        | CAN  | 1.58,33 |
| 7      | Annette Gerritsen        | NED  | 1.58,46 |
| 8      | Jekaterina Sjichova      | RUS  | 1.58,54 |
| 9      | Anni Friesinger-Postma   | GER  | 1.58,67 |
| 10     | Daniela Anschütz-Thoms   | GER  | 1.58,85 |
| 11     | Jekaterina Lobysjeva     | RUS  | 1.59,01 |
| 12     | Alla Sjabanova           | RUS  | 1.59,35 |
| 13     | Monique Angermüller      | GER  | 1.59,46 |
| 14     | Hege Bøkko               | NOR  | 1.59,52 |
| 15     | Katarzyna Bachleda-Curuś | POL  | 1.59,53 |
| 16     | Heather Richardson       | USA  | 1.59,56 |
| 17     | Laurine van Riessen      | NED  | 1.59,79 |
| 18     | Jennifer Rodriguez       | USA  | 2.00,08 |
| 19     | Maki Tabata              | JPN  | 2.00,12 |
| 20     | Wang Fei                 | CHN  | 2.00,65 |
| 21     | Cindy Klassen            | CAN  | 2.00,67 |
| 22     | Isabell Ost              | GER  | 2.01,69 |
| 23     | Miho Takagi              | JPN  | 2.01,86 |
| 24     | Jilleanne Rookard        | USA  | 2.01,95 |
| 25     | Karolína Erbanová        | CZE  | 2.02,01 |
| 26     | Sayuri Yoshii            | JPN  | 2.02,26 |
| 27     | Chiara Simionato         | ITA  | 2.02,38 |
| 28     | Anna Rokita              | AUT  | 2.02,67 |
| 29     | Yekaterina Aydova        | KAZ  | 2.02,81 |
| 30     | Noh Seon-Yeong           | KOR  | 2.02,84 |
| 31     | Catherine Raney          | USA  | 2.03,02 |
| 32     | Jekaterina Abramova      | RUS  | 2.03,19 |
| 33     | Lee Ju-youn              | KOR  | 2.03,67 |
| 34     | Luiza Złotkowska         | POL  | 2.04,01 |
| 35     | Brittany Schussler       | CAN  | 2.04,47 |
| 36     | Natalia Czerwonka        | POL  | 2.05,00 |

### Loting
| Rit | Binnenbaan               | Buitenbaan             |
| --- | ------------------------ | ---------------------- |
| 1   | Catherine Raney          | Chiara Simionato       |
| 2   | Hege Bøkko               | Jekaterina Abramova    |
| 3   | Lee Ju-youn              | Natalia Czerwonka      |
| 4   | Heather Richardson       | Miho Takagi            |
| 5   | Sayuri Yoshii            | Wang Fei               |
| 6   | Yekaterina Aydova        | Anna Rokita            |
| 7   | Noh Seon-Yeong           | Jekaterina Lobysjeva   |
| 8   | Annette Gerritsen        | Karolína Erbanová      |
| 9   | Jilleanne Rookard        | Luiza Złotkowska       |
| 10  | Laurine van Riessen      | Isabell Ost            |
| 11  | Maki Tabata              | Anni Friesinger-Postma |
| 12  | Cindy Klassen            | Jekaterina Sjichova    |
| 13  | Nao Kodaira              | Monique Angermüller    |
| 14  | Alla Sjabanova           | Margot Boer            |
| 15  | Daniela Anschütz-Thoms   | Ireen Wüst             |
| 16  | Brittany Schussler       | Martina Sáblíková      |
| 17  | Katarzyna Bachleda-Curuś | Kristina Groves        |
| 18  | Christine Nesbitt        | Jennifer Rodriguez     |

1932 (d.) · 
1960 · 
1964 · 
1968 · 
1972 · 
1976 · 
1980 · 
1984 · 
1988 · 
1992 · 
1994 · 
1998 · 
2002 · 
2006 · 
2010 · 
2014 · 
2018 ·
2022